# Oribi
O oribi (Ourebia ourebi) é um antílope de pequeno porte encontrado nas savanas africanas, descrito pelo zoologista alemão Eberhard August Wilhelm von Zimmermann em 1782.